# Bento Gonçalves (Río Grande del Sur)
Bento Gonçalves es un municipio brasileño del estado de Río Grande del Sur, en la microrregión de Caxias do Sul.
Se encuentra en medio de la Sierra Gaucha, a 125 km de Porto Alegre, capital del estado. Se localiza a una latitud de 29º10'17" Sur y una longitud de 51º31'09" Oeste, estando a una altitud de 691 metros. Su población en 2004 era de 100.467 habitantes.
La ciudad es reconocida como la "Capital Brasileña del Vino" y el segundo mayor polo mueblero del país. Esta en 1° lugar en el Índice de Desarrollo Humano (IDH) en Rio Grande do Sul, y en el 6° lugar en el Brasil, de acuerdo con la Organización de las Naciones Unidas.

## Historia

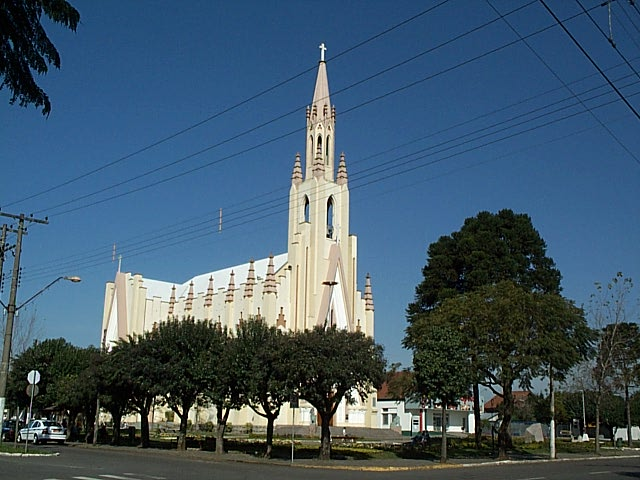
Bento Gonçalves.

La historia del municipio se remonta al año 1875, con la llegada de los primeros 730 inmigrantes italianos. Eran campesinos, artesanos y operarios que salieron del norte de Italia en busca de mejores condiciones de vida en el Brasil. La colonia italiana fue bautizada inicialmente como Colônia Dona Isabel, en homenaje a la princesa brasileña D. Isabel y, posteriormente, recibió el nombre de Bento Gonçalves en honor al militar y revolucionario brasileño Bento Gonçalves da Silva. Los inmigrantes fueron conducidos a la región de las Sierras Gaúchas, ya que estas eran tierras fértiles cercanas a valles que ya estaban ocupados por inmigrantes alemanes. Después de cinco años de su fundación, el municipio ya contaba con 4 mil habitantes.
En el siglo XX la red férrea llegó a la región, facilitando la producción del vino. La vinicultura, introducida por los italianos, se volvió la base de la economía del municipio. La ciudad prosperó, contando con algunos millares de habitantes, la gran mayoría de origen italiana y el restante compuesto por inmigrantes polacos, alemanes, entre otros.
- Datos: Q548652
- Multimedia: Bento Gonçalves / Q548652

1. ↑  Worldpostalcodes.org,código postal n.º 95700-000.